# ماریکو اوکاموتو
ماریکو اوکاموتو (انگلیسی: Mariko Okamoto؛ زادهٔ ۲۸ دسامبر ۱۹۵۱) بازیکن والیبال اهل ژاپن است.